# Gärdeshöjden

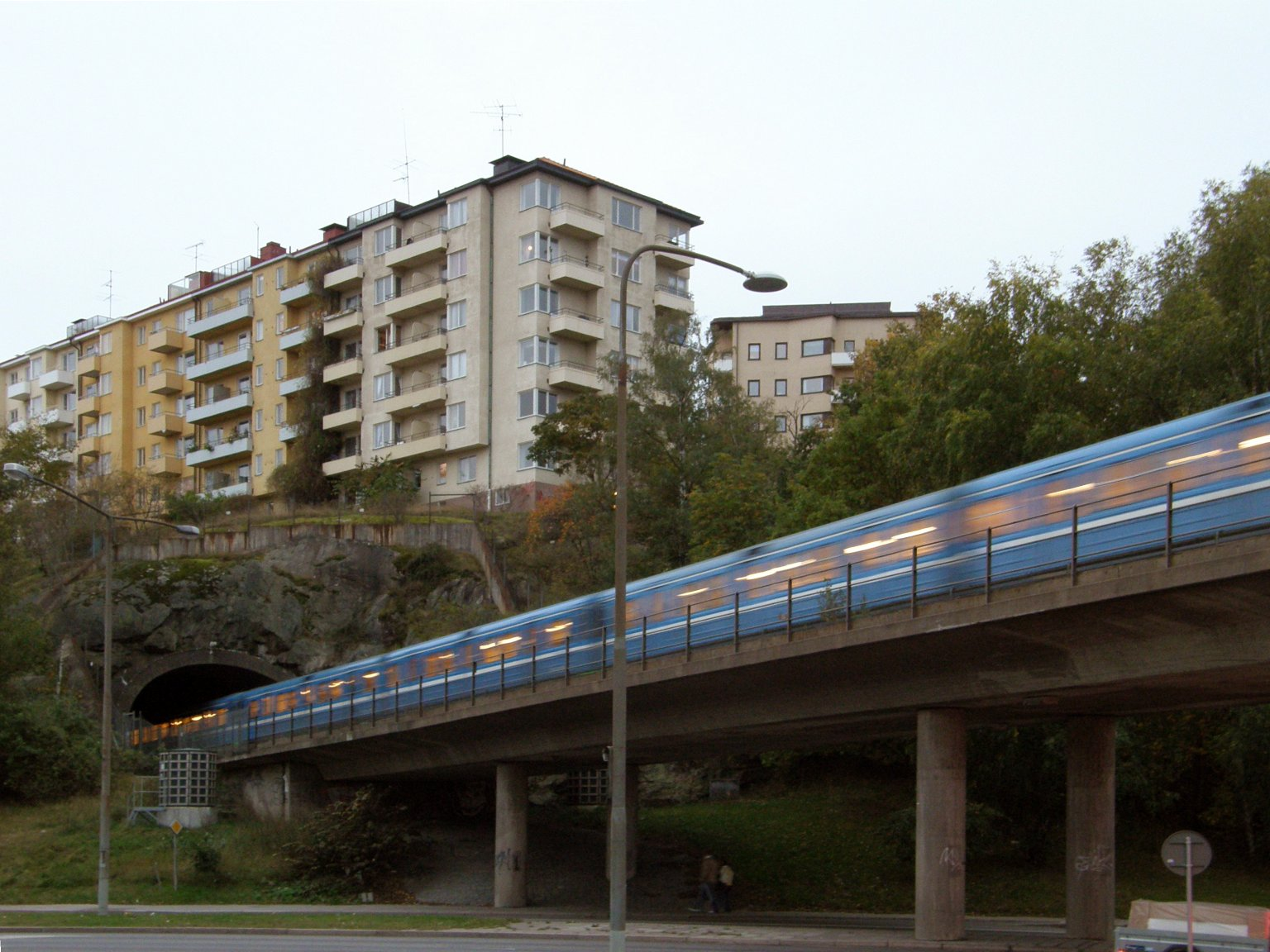
Smedsbacksgatans byggnader på Gärdeshöjden ovan T-banan.

Gärdeshöjden är ett informellt område inom stadsdelen Ladugårdsgärdet (vanligen kallad Gärdet) i Stockholms innerstad. Det består av den höglänta delen väster om Värtavägen och avgränsas vanligen av denna samt av Askrikegatan, Erik Dahlbergsgatan, Lidingövägen och Tegeluddsvägen.
Områdets högre del kan nås genom hiss till den norra biljetthallen på Gärdets tunnelbanestation. Innan tunnelbanestationen öppnades (2 september 1967) försörjdes området av buss (fram till 1964 av trådbuss). Då användes namnet oftare eftersom det skyltades som linjedestination. Det har därefter kommit något ur allmänt bruk. 
Det finns även en bostadsrättsförening med detta namn, som dock ligger något utanför området.